# 紹姆 (別列戈沃區)
48°17′17″N 22°26′17″E / 48.28806°N 22.43806°E
紹姆（烏克蘭語：Шом），是烏克蘭西部的村莊，隸屬外喀爾巴阡州的貝雷霍韋區。該村始建於1251年，面積1.1平方公里，海拔高度105米，2001年人口1,091，人口密度每平方公里991.82人。